# Manfred Winter (Geistlicher)
Manfred Winter (* 17. Juni 1947 in Neukirchen; † 2. Februar 2008 in Eichstätt) war ein römisch-katholischer Geistlicher und Domkapitular in Eichstätt.

## Leben
Manfred Winter studierte Theologie und Philosophie und empfing am 1. Juli 1973 die Priesterweihe durch Bischof Alois Brems. Er war zunächst als Kaplan tätig und wurde 1975 zum Domkaplan in Eichstätt ernannt. 1978 wurde er Direktor des Bischöflichen Seminars St. Willibald in Eichstätt. Von 1981 bis 1985 war er zudem Diözesanjugendseelsorger, anschließend war er als Pfarrer Dollnstein und ab 1990 in St. Pius Ingolstadt.
Zum 1. Januar 1999 wurde er von Bischof Walter Mixa zum Domkapitular ins Eichstätter Domkapitel berufen und war Leiter der Hauptabteilung Personal im Bischöflichen Ordinariat Eichstätt, seit 2001 Vorsitzender des Diözesan-Caritasverbandes sowie von Dezember 1999 bis Juni 2000 Pfarradministrator in Großlellenfeld, von September 2000 bis August 2003 in Walting bei Eichstätt und ab 2007 in Ochsenfeld und Meilenhofen. Er war Bischöflicher Beauftragter für die Liturgie, Vorsitzender der liturgischen Kommission des Bistums, Bischöflicher Beauftragter für Orden, Säkularinstitute und geistliche Bewegungen, Dienstgebervertreter des Bistums Eichstätt in der bayerischen Regional-KODA und als Summus Custos für den Dom zu Eichstätt zuständig.